# 白鳳ビル

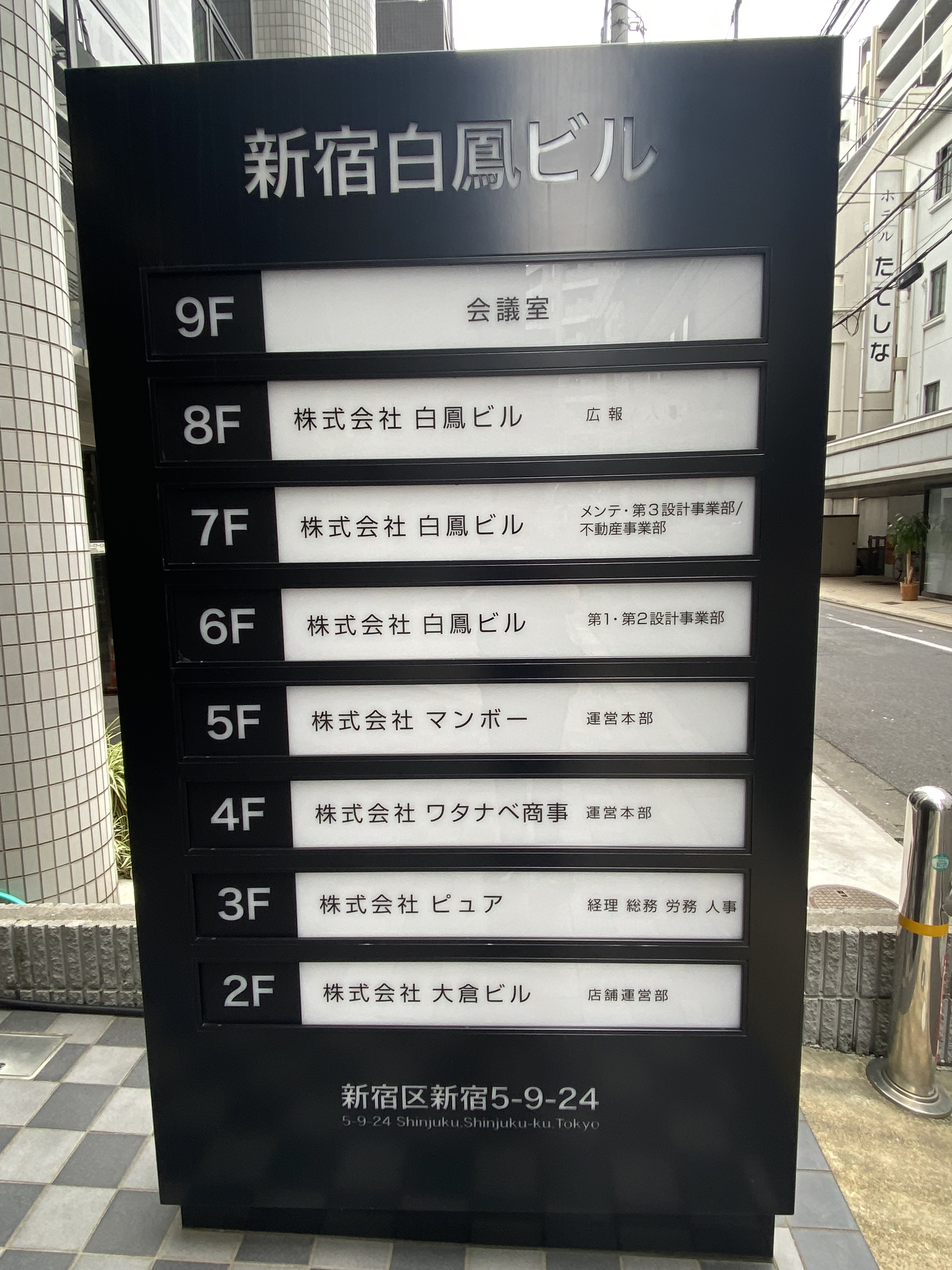
本社ビル案内板 2023年6月22日撮影

株式会社白鳳ビルとは、1989年創業の東京都新宿区新宿に本社を置くDVDレンタル複合カフェなどを運営する企業である。不動産、飲食ビジネスも営む、俗にいう森下グループの基幹企業。
都市部を中心にロードサイドへも出店し九州は熊本県から北は北海道まで全国で展開している。2019年3月18日に有限会社新宿ソフトから商号変更。同日に新宿区新宿5丁目10番6号から新宿区新宿5丁目9番24号に移転。

## 概要

### テレフォンクラブを創業

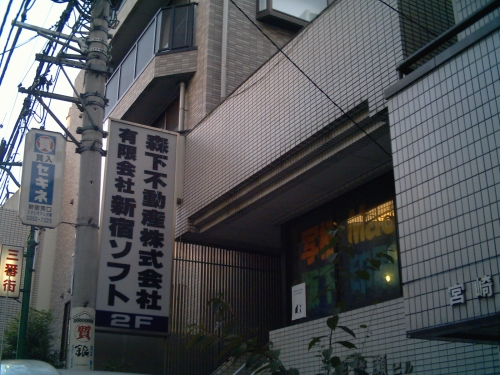
有限会社新宿ソフト・旧本社ビル

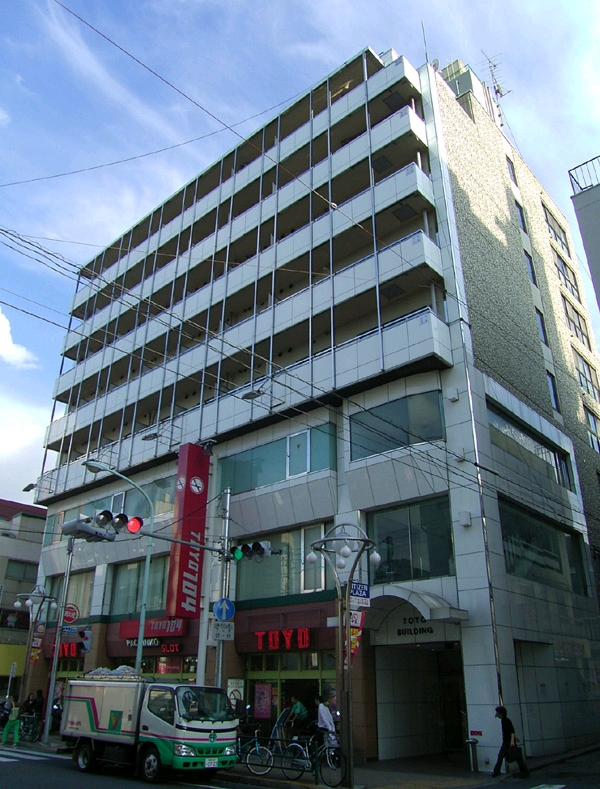
新宿ソフト・高田馬場事務所（リンリンハウス・花太郎・金太郎事業部）

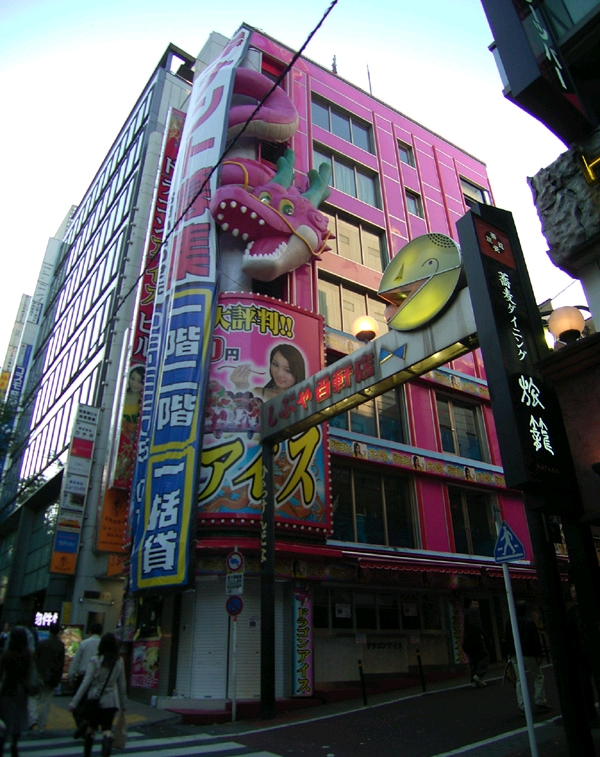
ドラゴンアイス渋谷店（2007年10月閉店）

新宿ソフト社長、森下景一が1980年代の新宿・歌舞伎町でテレクラ・リンリンハウスを創業。当時のマスメディアでも大きく紹介された。当時の競合店では1時間3,000円が相場であった利用料金を、リンリンハウスチェーンは1時間800円に値下げして低価格を前面に出した価格政策を打ち出し、利用客を取り込むことに成功した。
このビジネス形式を日本各地のテレクラ店舗を出店に際して応用し、各地の歓楽街にネオンサイン看板を派手に施された店舗の出店を続けた。「入会金無料、1時間800円」のフレーズをエンドレステープで繰り返し店舗入口のスピーカーから大音量で流したり駅前でのポケットティッシュ配布など、独特の宣伝・運営には繁華街の風紀の乱れ、景観を損ねるという声もあった。このビジネス方式は現在同社グループ傘下のインターネットカフェ・マンボーの低価格料金設定・チェーンの運営展開にも応用されている。

### 多角経営
その後新事業としてダイヤルQ2事業、ビジネスホテル、ラブホテルなどのホテル事業などでグループ規模を拡大。系列グループの統括会社として、1989年に有限会社新宿ソフトを設立。2000年以降からはインターネットカフェチェーン事業の推進、法規制で斜陽事業となったテレクラに代わり、ビデオボックス事業への転換など進める。現在は主にテレクラやホテル・ビデオボックスなどの店舗事業と、2ショットダイヤルや出会い系サイトなどの通信・ネット事業、不動産業等多角的経営を行っている。
DVD鑑賞店（関西ではDVD試写室）を全国に200店舗を展開する。2010年頃までは「ビデオボックス」「DVDボックス」「個室ビデオ」とも呼ばれていたが、事実上店舗でのレンタルはDVD、Blu-ray 等のデジタルソフトのみの取り扱いとなった為、現在では「DVD鑑賞」「DVD試写室」と公共的な報道等では通称となる。

### 主な関連グループ
- DVD鑑賞（試写室） - 花太郎・金太郎 - 株式会社大倉ビル
- インターネットカフェ・不動産業 - 株式会社マンボー(森下不動産)
- テレクラ - リンリンハウス、バレンタインコール
- 出会い系サイト - 株式会社マックス(PCMAX)
- チャットレディ - 株式会社エムジー(ポケットワーク)
- ソープランド - 有限会社浜甚、株式会社ハウジングジャパン(マリン、チューリップ等屋号多数)
- 総務・人事代行業務 - 株式会社ピュア
- 飲食・観光 - 株式会社ロボットレストラン
- ホテル事業 - 株式会社 ワタナベ商事

池袋グランドホテル/池袋セントラルホテル/池袋パークサイドホテル、その他池袋・新宿・渋谷・錦糸町等繁華街を中心に多数

## その他
マドンナの通算11作目のアルバムからのシングルカット曲「ジャンプ」（2006年）のプロモーションビデオクリップ・新宿ロケシーンに新宿ソフトのチェーン店舗が利用された。